# Весьегонская волчица
«Весьегонская волчица» — российский фильм 2004 года по повести Бориса Воробьёва.
Главный приз зрительских симпатий, приз Андрея и Станислава Ростоцких на фестивале российского кино «Окно в Европу» (2004).

## Сюжет
Егор — потомственный охотник-волчатник. Он жил, как жили его дед и прадеды: растил дочь, любил лес, отстреливал волков… Но вот жизнь повернулась так, что ему пришлось на себе ощутить всю тяжесть вопросов, на которые человечество пока не знает ответов. История, которая произошла с Егором и вожаком стаи — умной, опытной, а потому крайне опасной волчицей, — и стала сюжетом фильма. Человеку и зверю придется пройти через множество ситуаций, которые будут менять их обоих. Месть, ненависть, любовь, предательство, стремление понять друг друга и невозможность договориться — все эти чувства переживут вместе с главными героями и жители небольшой российской деревушки, где и будет происходить действие фильма…

## Съёмочная группа
- Авторы сценария:
  - Николай Соловцов
  - Эдуард Володарский
- Режиссёр: Николай Соловцов
- Оператор-постановщик: Элизбар Караваев
- Художник-постановщик: Анатолий Кочуров
- Композитор: Евгений Дога
- Продюсер: Николай Соловцов

## Технические данные
- Производство: Студия «Актуальный фильм» при поддержке службы кинематографии Минкульта РФ.
- Художественный фильм ТВ, цветной.
- Ограничение по возрасту: детям до 12 лет просмотр разрешён в сопровождении родителей.
- Прокатное удостоверение № 111004604 от … 2004 г.

- Первый показ в кинотеатре: 2004 год.
- Сборы в России:$180 000
- Первый показ по центральному ТВ:

- Издание на DVD: 1 DVD, звук 5.1, PAL, 5-я зона, без субтитров, издатель: «Сервис Проект» 2004 г.
- Издание на VHS: 1 VHS, звук 2.0, PAL, издатель: «Сервис проект»
- Издание на mpeg4: издатель: «Сервис проект»